# Miss Universo Eslovenia
Miss Universo Eslovenia (en esloveno: Miss Universe Slovenije) es un concurso de belleza nacional en Eslovenia para seleccionar a las representantes del país en el concurso Miss Universo.
El concurso se llevó a cabo entre 2001 y 2017. Aunque se anunciaron las audiciones para 2018, el concurso finalmente no se llevó a cabo ese año y no se ha llevado a cabo desde entonces.

## Historia
En 2001, Delo revije adquirió la licencia de Miss Universo para Eslovenia y organizó el concurso nacional hasta 2011. Tras la coronación de la titular de 2011, la empresa fue declarada en quiebra en agosto y, por lo tanto, el concurso no se llevó a cabo en 2012. En 2013, Vladimir Kraljević, director nacional de Miss Universo Croacia, adquirió la licencia y reanudó el concurso. Posteriormente, en 2017, Jure Šlehta obtuvo la licencia para organizar el concurso.

## Ganadoras
: Declarada como ganadora
     : Terminó como finalista
     : Terminó como una de las semifinalistas o cuartofinalistas
     : Terminó como ganadora de premios especiales
| Año                   | Localidad (municipio)      | Miss Universo Eslovenia | Posición en Miss Universo | Premios especiales | Notas       |
| --------------------- | -------------------------- | ----------------------- | ------------------------- | ------------------ | ----------- |
| No compite desde 2018 |                            |                         |                           |                    |             |
| 2017                  | Ptuj                       | Emina Ekić              | No clasificó              |                    |             |
| 2016                  | Liubliana                  | Lucija Potočnik         | No clasificó              |                    |             |
| 2015                  | Slovenske Konjice          | Ana Haložan             | No compitió               |                    | Se retiró.  |
| 2014                  | Maribor                    | Urška Bračko            | No clasificó              |                    |             |
| 2013                  | Maribor                    | Nina Đurđević           | No clasificó              |                    |             |
| 2012                  | No compitió                | No compitió             | No compitió               | No compitió        | No compitió |
| 2011                  | Liubliana                  | Ema Jagodič             | No clasificó              |                    |             |
| 2010                  | Šmartno pri Litiji         | Marika Savšek           | No clasificó              |                    |             |
| 2009                  | Liubliana                  | Mirela Korač            | No clasificó              |                    |             |
| 2008                  | Lukovica                   | Anamarija Avbelj        | No clasificó              |                    |             |
| 2007                  | Liubliana                  | Tjaša Kokalj            | Top 15                    |                    |             |
| 2006                  | Sevnica (Sevnica)          | Nataša Pinoza           | No clasificó              |                    |             |
| 2005                  | Vrhnika (Vrhnika)          | Dalila Dragojevič       | No clasificó              |                    |             |
| 2004                  | Trbovlje                   | Sabina Remar            | No clasificó              |                    |             |
| 2003                  | Maribor                    | Polona Baš              | No clasificó              |                    |             |
| 2002                  | Podgrad (Ilirska Bistrica) | Iris Mulej              | No clasificó              |                    |             |
| 2001                  | Maribor                    | Minka Alagič            | No clasificó              |                    |             |